# Mykobiont

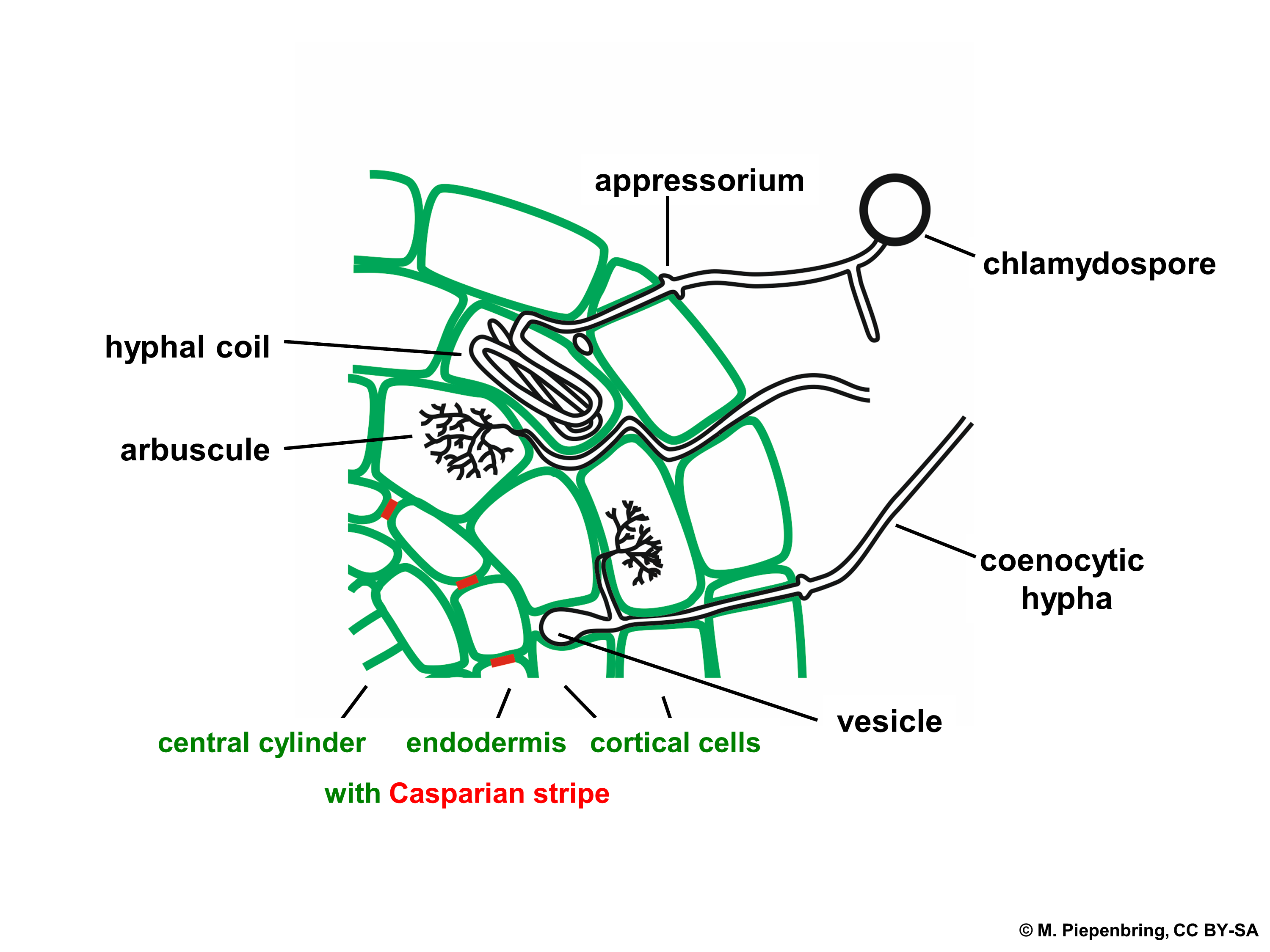
Schemat endomykoryzy. Czarne – strzępki grzyba, zielone – komórki korzeni

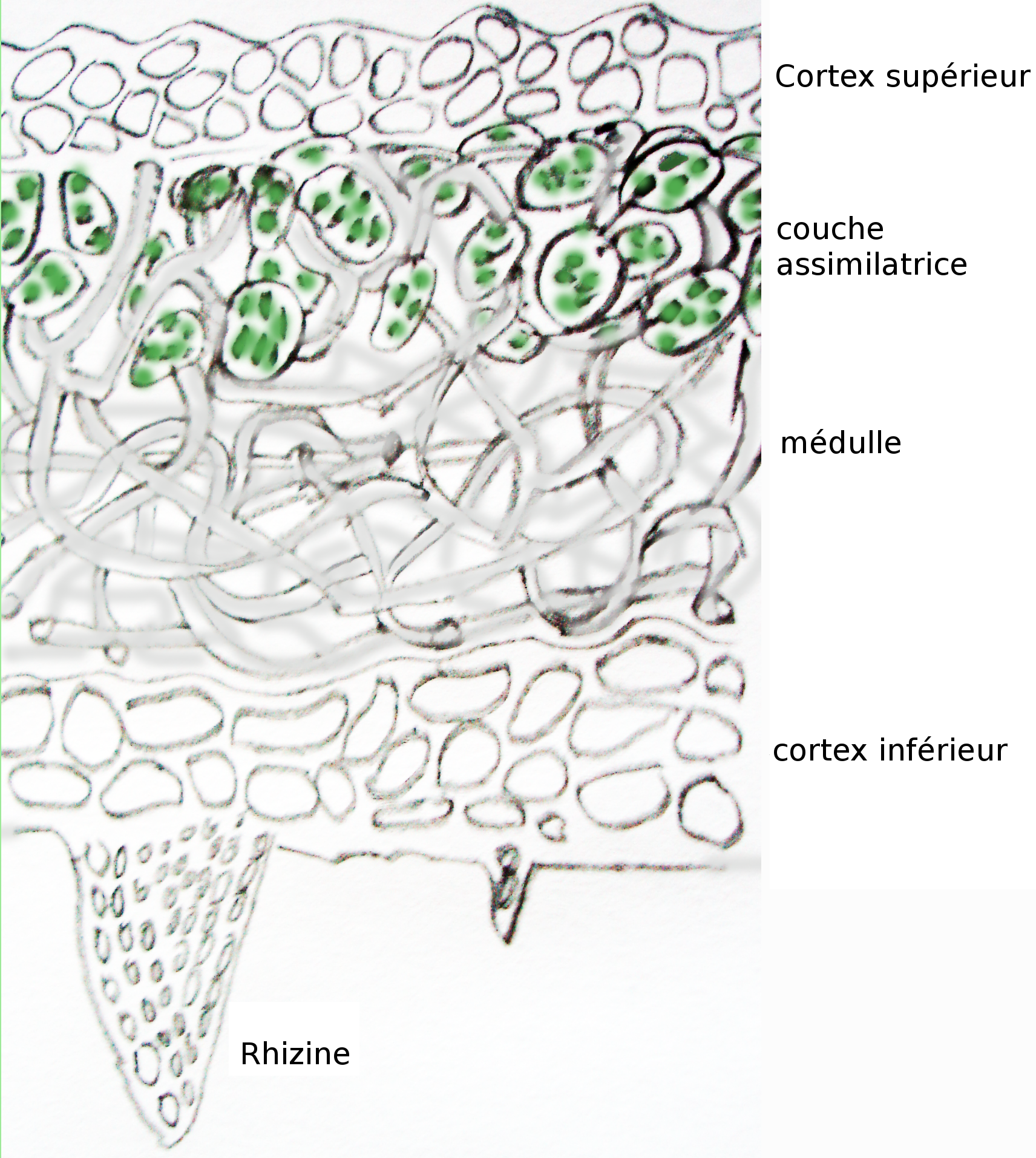
Przekrój plechy porostu. Zielonym kolorem zaznaczono komórki fotobionta, czarnym strzępki mykobionta

Mykobiont – gatunek grzyba będący jednym ze współżyjących ze sobą organizmów (zwanych symbiontami). Ponieważ grzyby są cudzożywne, współżyją z symbiontami samożywnymi. Mykobionty są symbiontami w dwóch rodzajach takich symbioz:
- mykoryza, czyli współżycie grzybów z korzeniami roślin[1]
- porosty, czyli organizmy składające się ze współżyjących ze sobą grzybów i glonów lub sinic, które w tym współżyciu pełnią rolę fotobiontów[2]. W 98% gatunków mykobiontami są tu grzyby z typu workowców, w pozostałych 2% podstawczaki lub grzyby niedoskonałe. Współżycie glonów z grzybami u porostów ma różny stopień zaawansowania u różnych gatunków. Może być dość luźne, lub bardzo ścisłe, podczas którego strzępki grzyba wnikają do komórek glonów[3].

Według większości badaczy współżycie glonów z grzybami jest korzystne dla obydwu partnerów (mutualizm). Grzyb pobiera z komórek glona węglowodany, których sam nie potrafi syntetyzować, w zamian chroni glon przed czynnikami zewnętrznymi, szczególnie wysychaniem, oraz dostarcza mu wodę wraz z niezbędnymi dla glona solami mineralnymi. Istnieje też koncepcja wzajemności częściowej, według której jest to stan równowagi między grzybem jako pasożytem, a glonem, który jest odporny na to pasożytnictwo, gdyż wydzielane przez grzyba substancje pobudzają go do intensywniejszej fotosyntezy wystarczającej dla obydwu partnerów. Niektórzy uważają współżycie grzybów i glonów w porostach za rodzaj pasożytnictwa, helotyzmu lub endosaprofityzmu w którym korzyści ze współżycia odnosi tylko grzyb. Istnieje nawet koncepcja glonopasożytnictwa.
Obecnie przeważa opinia, że w tak dużej i zróżnicowanej grupie jak porosty występują wszystkie te rodzaje współżycia fotobiona z mykobiontem.